# Apawamis Open
Die Apawamis Open waren ein Squashturnier für Damen, das von 1997 bis 2008 jährlich in Rye, New York, in den Vereinigten Staaten stattfanden.
Natalie Grinham, Linda Charman und Sue Wright gewannen als einzige Spielerinnen das Turnier zweimal.

## Siegerinnen
| Jahr | Siegerin          | Finalgegnerin    | Ergebnis                 |
| ---- | ----------------- | ---------------- | ------------------------ |
| 2008 | Nicol David       | Natalie Grinham  | 9:1, 9:6, 6:6 Aufgabe    |
| 2007 | Natalie Grinham   | Vicky Botwright  | 9:3, 9:3, 9:3            |
| 2006 | Vanessa Atkinson  | Nicol David      | 9:6, 9:2, 9:10, 9:7      |
| 2005 | Omneya Abdel Kawy | Vicky Botwright  | 5:9, 9:1, 2:9, 9:7, 9:5  |
| 2004 | Linda Charman     | Natalie Grainger | 9:3, 9:4, 9:2            |
| 2003 | Natalie Grinham   | Rebecca Macree   | 9:0, 9:5, 5:9, 9:1       |
| 2002 | keine Austragung  | keine Austragung | keine Austragung         |
| 2001 | Sarah Fitz-Gerald | Tania Bailey     | 9:2, 9:3, 9:3            |
| 2000 | Linda Charman     | Fiona Geaves     | 9:5, 9:7, 3:9, 5:9, 10:8 |
| 1999 | Sue Wright        | Linda Charman    | 7:9, 9:3, 9:1, 9:0       |
| 1998 | Cassie Jackman    | Sue Wright       | 9:10, 9:6, 9:4, 9:4      |
| 1997 | Sue Wright        | Fiona Geaves     | 5:9, 9:1, 9:4, 9:1       |